# تیم برادبری
تیم برادبری (انگلیسی: Tim Bredbury؛ زادهٔ ۲۵ آوریل ۱۹۶۳) بازیکن فوتبال اهل چین است.
از باشگاه‌هایی که در آن بازی کرده‌است می‌توان به باشگاه فوتبال لیورپول، باشگاه چین جنوبی، و باشگاه چین جنوبی، و تیم ملی فوتبال هنگ کنگ اشاره کرد.